# イオン東北
イオン東北株式会社（イオンとうほく、AEON TOHOKU Co.,Ltd.）は、秋田県秋田市に本社を置き、東北地区のイオン、イオンスタイル、イオンスーパーセンター、マックスバリュ及び青森県・秋田県・山形県のザ・ビッグなどを展開するイオングループの企業である。
独立系スーパーを起源とするが、2020年3月1日にイオンの完全子会社となった上で、イオンリテール東北カンパニーと経営統合し、マックスバリュ東北株式会社（マックスバリュとうほく）から社名変更。2025年3月1日にはイオンスーパーセンター株式会社を吸収合併した。

## 歴史

### 東北ジャスコチェーンの形成
ジャパン・ユナイテッド・ストアーズ・カンパニーを社名の起源とするジャスコ（現：イオン）は、連邦制を掲げ、東海道メガロポリスを中心にローカルスーパーのグループ化を進めた。
1969年9月10日、従前の東海道メガロポリスのみの展開から版図を広げようと、岡田卓也ジャスコ社長は経営研究会を組織し、研鑽と親睦を重ねていた東北地方のスーパーである伊徳（本社：秋田県大館市）、かくだい食品（本社：山形県米沢市）、つるまい（本社：秋田県本荘市）、マルイチ（本社：山形県酒田市）、マルトミ（本社：福島県会津若松市）、ヤマザワ（本社：山形県山形市）に提携を呼びかけ、それに応えた6社は商品の一括購入による規模のメリット追求と配送センターの建設による物流コストの削減を目指すべく、提携を結んだ。この提携に翌年3月23日、新潟県の堀川蒲鉾工業（現：堀川)も参画を表明し、ジャスコを含む8社で「東北ジャスコチェーン」を設立。同年6月には一部共同仕入れと商品の共同開発を開始した。
1971年1月に入り、東北ジャスコチェーンを中心に「北日本セルコ」と「東北セルコ」が加わり、東北スーパーチェーン連合が誕生した。同連合は企業数26社、店舗数128店、年商総額309億円を誇る組織として発足したが、提携は緩やかなものであったため、捗々しい成果が上がらず、数年後には東北ジャスコチェーンとともに解散するに至った。

### 資本提携とマックスバリュ東北の発足
しかしながら、東北ジャスコチェーンの運営に加わった、かくだい食品とマルイチがジャスコの第三次合併に参画したほか、両社が傘下子会社として設立したカクダイジャスコ（本社：米沢市）、西奥羽ジャスコ（本社：酒田市）がマックスバリュ東北の前身会社となった。加えて、つるまいが衣料品販売を手掛ける新会社である東日本衣料（本社：本荘市）を設立した直後、ジャスコは同社に資本参加、1994年2月につるまいはジャスコが全株式を取得し子会社化した。
1994年8月21日に山形ウエルマート（旧称：西奥羽ジャスコ）とカクダイウエルマート（旧称：カクダイジャスコ）が合併し、東北ウエルマート（本社：寒河江市）が発足。さらに翌年2月に、羽後ショッピング（本社：横手市）とつるまいが合併し、北日本ウエルマート（本社：秋田市）が発足した。そして、1998年2月21日に北日本ウエルマートと東北ウエルマートの合併によって、東北ウエルマート（本社：秋田市）が誕生した。同社は2000年5月18日にマックスバリュ東北に商号変更し、同年8月に東証2部に上場した。
秋田・山形のスーパーの糾合によって発足した経緯から、当初は両県のみの店舗展開であったが、2001年に青森県のマックスバリュとウエルマートの営業権をイオンから譲り受け、更に翌2002年に倒産した地場系の有力スーパー亀屋みなみチェーンを大量に引き継いだことを手始めに、経営難に陥った地元スーパーの救済やM&Aを積極的に行うなど攻勢に転じた。

### イオン東北の発足と事業再編
2018年10月10日にイオンが発表したスーパーマーケット改革の一環として、東北地域においてはマックスバリュ東北とイオンリテール東北カンパニーが2020年3月を目処に経営統合することで基本合意したことを発表した。この時点では経営統合の方法については検討中とされていたが、2019年12月10日に以下の方法により経営統合による事業再編を行うことが明らかにされた。
1. イオンとマックスバリュ東北の間で株式交換を行い、マックスバリュ東北をイオンの完全子会社とする（これによりマックスバリュ東北は2020年2月27日に上場廃止[22]）。
2. イオンリテールが東北地域において行っている小売事業のうち、イオン業態の店舗（小売店舗59店舗とデベロッパー事業を手がけた29店舗）にかかる権利義務等を、吸収分割によりマックスバリュ東北に承継する。
3. マックスバリュ東北が「イオン東北株式会社」に商号変更する。

2020年3月1日付で、株式交換・吸収分割による承継・商号変更によりイオン東北株式会社が発足した。
2021年9月1日付でイオンリテールの東北事業本部を事業統合し、東北地域での総合スーパー業態（イオンおよびイオンスタイルの一部店舗）の運営が一体化された。
2023年9月4日には、東北地方で「イオンスーパーセンター」店舗を展開する企業・イオンスーパーセンター株式会社と経営統合に向けた協議に入ったことを発表した。2024年3月11日には経営統合に向けた準備委員会を設置し、物流や商品開発の一本化により効率化を図ることを目指し、2025年3月1日付でイオン東北はイオンスーパーセンターを吸収合併し、東北地方に展開するイオンスーパーセンターはイオン東北の運営となった。

## 沿革
太字は、現在の直接の存続法人を指す。
- 1957年 - 近野兼史が米沢市に市内初のスーパー「かくだい食品」を設立[32]。
- 1972年
  - 12月4日 - マルイチが西奥羽ジャスコ株式会社を設立[33]。
  - 12月8日 - カクダイとジャスコの合弁によりカクダイジャスコ株式会社を設立[34]。近野は代表取締役に就任[34]。
- 1975年
  - 2月 - 西奥羽ジャスコ、完全子会社である西奥羽ファミリー株式会社を吸収合併する[35]。
  - 2月 - カクダイジャスコ、完全子会社であるカクダイジェーホーム株式会社を吸収合併する[35]。
- 1981年3月 - 主婦の店横手店を運営する、羽後ショッピング株式会社が設立[35][36]。
- 1986年6月13日 - 羽後ショッピングが羽後ジャスコを合併[37]。GMS店舗はジャスコに事業譲渡[37]。
- 1987年2月21日 - 西奥羽ジャスコが商号変更を行い、山形ウエルマート(株)となる[38]。
- 1989年2月21日 - カクダイジャスコが商号変更を行い、カクダイウエルマート(株)となる[39]。
- 1993年2月21日 - 山形ウエルマート、マルダイ株式会社を合併[40]。
- 1994年
  - 2月21日 - ジャスコ、(株)つるまいの全株式を取得し完全子会社とする[41]。
  - 8月21日 - 山形ウエルマートとカクダイウエルマートが合併し、東北ウエルマート株式会社となる[41][42][8]。本社は山形県寒河江市に設置[8]。
- 1995年
  - 2月21日 - 羽後ショッピングとつるまいが合併[10][43][9][42]。合併に伴い本店所在地を秋田県秋田市に置き、商号を北日本ウエルマート株式会社とする[10][43][42]。
  - 2月 - 東北ウエルマートは完全子会社である丸大商会を吸収合併する[44]。
- 1996年2月 - 北日本ウエルマートは完全子会社である由利商事及び東北商事を吸収合併する[35]。
- 1998年2月21日 - 北日本ウエルマートと東北ウエルマートが合併し東北ウエルマート株式会社となる[10][42]。
- 1999年8月 - ジャスコ株式会社からマックスバリュ大館西店の運営を移管[45][12]。
- 2000年
  - 5月18日 - マックスバリュ東北株式会社に商号変更[10][46][12][11]。
  - 8月10日 - 東京証券取引所2部へ上場[10][47]。
- 2001年
  - 10月21日 - イオン株式会社より青森県内8店舗の営業を譲り受ける[14][12]。
  - 12月 - 亀屋みなみチェーンより13店舗の営業を譲り受ける[15][16][12]。
- 2002年
  - 4月30日 - 同友の株式を取得し子会社とする[48]。
  - 6月21日[49] - 同友と合併する[35][12]。
- 2003年10月 - 株式会社みつますが破産し、山形市内の2店舗の営業を譲り受ける[50]。
- 2004年10月 - 岩手県へ初進出[12]。
- 2008年
  - 3月 - 電子マネー決済（「WAON」・「Suica」・「PASMO」・「iD」）をMV東北管轄のほとんどの店舗において導入し、東北地方のジャスコ各店（当時はイオン直営、現在は当社運営）と同時に導入した。
  - 3月 - イオン銀行ATMの設置、運用開始。
  - 4月11日 - マックスバリュ青森東店を業態転換し、同社初のフードディスカウント：ザ ビッグ青森東店として開店[51]。
- 2009年9月 - マックスバリュ神岡店、協和店、中仙店を業態転換し、ウエルマート神岡店、協和店、中仙店としてリニューアルオープン（この3店舗は「マックスバリュ」に商号変更する以前も「ウエルマート」であった）。
- 2010年4月17日 - マックスバリュ本荘店にて、登録販売者による第二類、第三類医薬品の販売を開始[52]。
- 2012年9月 - マックスバリュ東北が保有していた平賀ショッピングセンター、たかのすショッピングセンター、大曲福田ショッピングセンターの3SCをイオンタウン株式会社へ譲渡[53]（譲渡と同時に、SCの名称をイオンタウン平賀・イオンタウン鷹巣・イオンタウン大曲福田にそれぞれ変更[54]）。
- 2013年
  - 6月 - 同年5月に自己破産を申請した株式会社パワーズフジミから7店舗を譲り受け、新潟県に進出することを発表[55]。
  - 7月 - 株式会社パワーズフジミからの譲受店舗1号店で且つ、マックスバリュ東北運営店舗としては新潟県1号店となるマックスバリュ荒川アコス店をオープン[56]。
- 2014年3月 - マックスバリュ北東北株式会社を吸収合併し[57]、岩手県内の「マックスバリュ」9店舗をマックスバリュ東北運営店舗に組み込む。なお、この統合により、運営店舗が100店舗を突破した[58]。
- 2015年7月 - マックスバリュ御門町店をマックスバリュ東北初の「マックスバリュエクスプレス」に業態転換してリニューアルオープン（なお、「マックスバリュエクスプレス」全体においても東北地方への進出は初となった）[59]。
- 2016年
  - 3月 - 新潟県内の「マックスバリュ」全店舗を会社分割（簡易吸収分割）によりイオンリテール株式会社へ継承[60]。継承後、改装を行い順次「イオン」へ屋号変更される。
  - 5月 - ウエルマート協和店を「マックスバリュ」に屋号変更してリニューアルオープンし、同時にウエルマート神岡店も「マックスバリュ」に屋号変更。これにより、東北ウエルマート時代から展開していた「ウエルマート」は全て「マックスバリュ」に統一された[61]。
  - 12月 - 山形県での「マックスバリュエクスプレス」1号店となるマックスバリュエクスプレス南三番町店をオープン[62]。
- 2017年
  - 3月 - 秋田県での「マックスバリュエクスプレス」2号店となるマックスバリュエクスプレス新屋関町店をオープン[63]。
- 2018年10月 - イオンリテール株式会社 東北カンパニーとの経営統合に向けた基本合意書を締結したことを発表[19]。
- 2020年
  - 2月 - 上場廃止[64]。
  - 3月1日
    - 株式交換によりイオン株式会社の完全子会社となった後、イオンリテール株式会社から東北カンパニーに係る事業（東北地区での食品・デイリーコンビニエンス事業及びディベロッパー事業）を吸収分割により承継して経営統合し、イオン東北株式会社に社名変更[21]。
    - 秋田県と岩手県の40店舗でレジ袋の無料配布を終了。これにより、当社運営の全店舗でのレジ袋無料配布を終了[65]。

  - 4月 - イオン東北発足後初の「イオン」での新店となるイオン石巻駅前店をソフトオープン[66]。
  - 10月17日 - マックスバリュ茨島店を改装し、イオン東北発足後初の「イオンスタイル」店舗となるイオンスタイル茨島へ屋号変更しリフレッシュオープン[67][68]。
  - 11月13日 - イオンスタイル茨島にて、イオングループの東北地方の店舗では初となる、「どこでもレジ レジゴー[注釈 3]」を導入[69]。
- 2021年
  - 3月5日 - イオンモール新利府 南館の核店舗として、「イオンスタイル」で初となるイオンリテールとの共同運営店舗となるイオンスタイル新利府をオープン[70]。本店舗は同年1月に入居するショッピングセンターの全面改装に伴って営業を終了したイオン利府店がショッピングセンター敷地内の新棟（南館）へ移転する形でのオープンとなる。
  - 5月6日 - オンラインショップ「イオン東北オンライン」をオープン[71]。
  - 8月6日 - イオン東北株式会社とイオンリート投資法人、イオン・リートマネジメント株式会社の間にて「パイプラインサポート契約」及び「SCマネジメント契約」を締結[72]。
  - 9月1日 - イオンリテール株式会社の東北事業本部を統合し、東北地区での総合スーパーの運営を当社に一本化[23][24][25]。
  - 11月27日 - イオンタウン能代の核店舗として、イオンスタイル能代東をオープン[73]。イオン東北発足後初となる「イオンスタイル」での新規店舗となる。
- 2022年
  - 6月10日 - イオン浪江店を拠点とした浪江町・双葉町への移動販売を開始。運行に際しては、同年5月31日に締結した基本協定の取り組みの一環として、トヨタ自動車株式会社から新興国を中心に販売されているH300系ハイエースをベースにした世界初となる水素燃料電池を用いた移動販売車が提供されている[74]。
  - 6月26日 - イオン東北従業員と地域住民約400人にて、秋田市の下浜海水浴場でクリーンアップを実施。回収したごみは45lごみ袋で390袋分、重さ約2340kg[75]。
- 2023年
  - 6月25日 - イオン東北従業員と地域住民約400人にて、秋田市の下浜海水浴場でクリーンアップを実施。回収したごみは45lごみ袋で230袋分、重さ約1.2t[76]。
  - 11月 - イオン東北、丸紅新電力、東芝エネルギーシステムズ、日本BSLが連携して、イオン大曲店、イオン石巻店、イオン盛岡南店（現:イオンスタイル盛岡南）、イオンいわき店で使用する電力の一部に太陽光で発電した再生可能エネルギー由来の電力の活用を開始[77]。
  - 12月19日 - 農林水産省東北農政局は、青森県、秋田県、岩手県、山形県内のマックスバリュと秋田県内のイオンスタイル合計37店舗にて、台湾産のサンマを使った加工品の原産地を「国産」とする不適正な表示で販売していたと発表[78]。同日付で表示の是正や原因究明、再発防止対策の実施を指示[78]。
- 2024年
  - 4月末 - 同年8月末に閉店のイトーヨーカドー八戸沼館店（ピアドゥ内）の跡地に出店することでショッピングセンター運営会社である八戸臨海開発との間で予約契約を締結[79][80]。
  - 5月24日 - マックスバリュ八戸城下店をイオンスタイル八戸城下にリニューアル（イオンスタイルの青森県第一号店）[81]。
- 2025年
  - 2月28日 - イオン仙台店閉店により、旧ダイエー店舗の運営から撤退[82]。
  - 3月1日 - イオンスーパーセンター株式会社を吸収合併[29][30]。同社が運営していた「イオンスーパーセンター」全店舗の運営を引き継ぐ。
  - 4月25日 - 予約契約を締結した旧イトーヨーカドー八戸沼館店跡地に総合スーパー業態のイオンスタイル八戸沼館がオープン[83]。

## 歴代社長

### 北日本ウエルマート・東北ウエルマート・マックスバリュ東北
| 代 | 氏名         | 期間                  | 旧職                                    | 新職                                |
| -- | ------------ | --------------------- | --------------------------------------- | ----------------------------------- |
| 1  | 原田昭彦     | 1995年2月 - 2003年5月 | つるまい 代表取締役社長                 | マックスバリュ西日本 代表取締役社長 |
| 2  | 反田悦生     | 2003年5月 - 2008年5月 | マックスバリュ北海道 代表取締役社長     |                                     |
| 3  | 勝浦二郎     | 2008年5月 - 2010年3月 | マックスバリュ東北 営業・商品統括本部長 | マイカルカンテボーレ 代表取締役社長 |
| 4  | 宮地邦明     | 2010年3月 - 2013年5月 | イオントップバリュ 専務取締役           | 生活品質科学研究所 代表取締役社長   |
| 5  | 内田和明     | 2013年5月 - 2016年5月 | マックスバリュ北東北 代表取締役社長     |                                     |
| 6  | 佐々木智佳子 | 2016年5月 - 2020年2月 | マックスバリュ東北 取締役商品本部長     | イオン東北 取締役副社長兼営業本部長 |

### イオン東北
| 代 | 氏名   | 期間             | 旧職                                            |
| -- | ------ | ---------------- | ----------------------------------------------- |
| 1  | 辻雅信 | 2020年3月 - 現在 | イオンリテール 専務執行役員東北カンパニー支社長 |

## 店舗

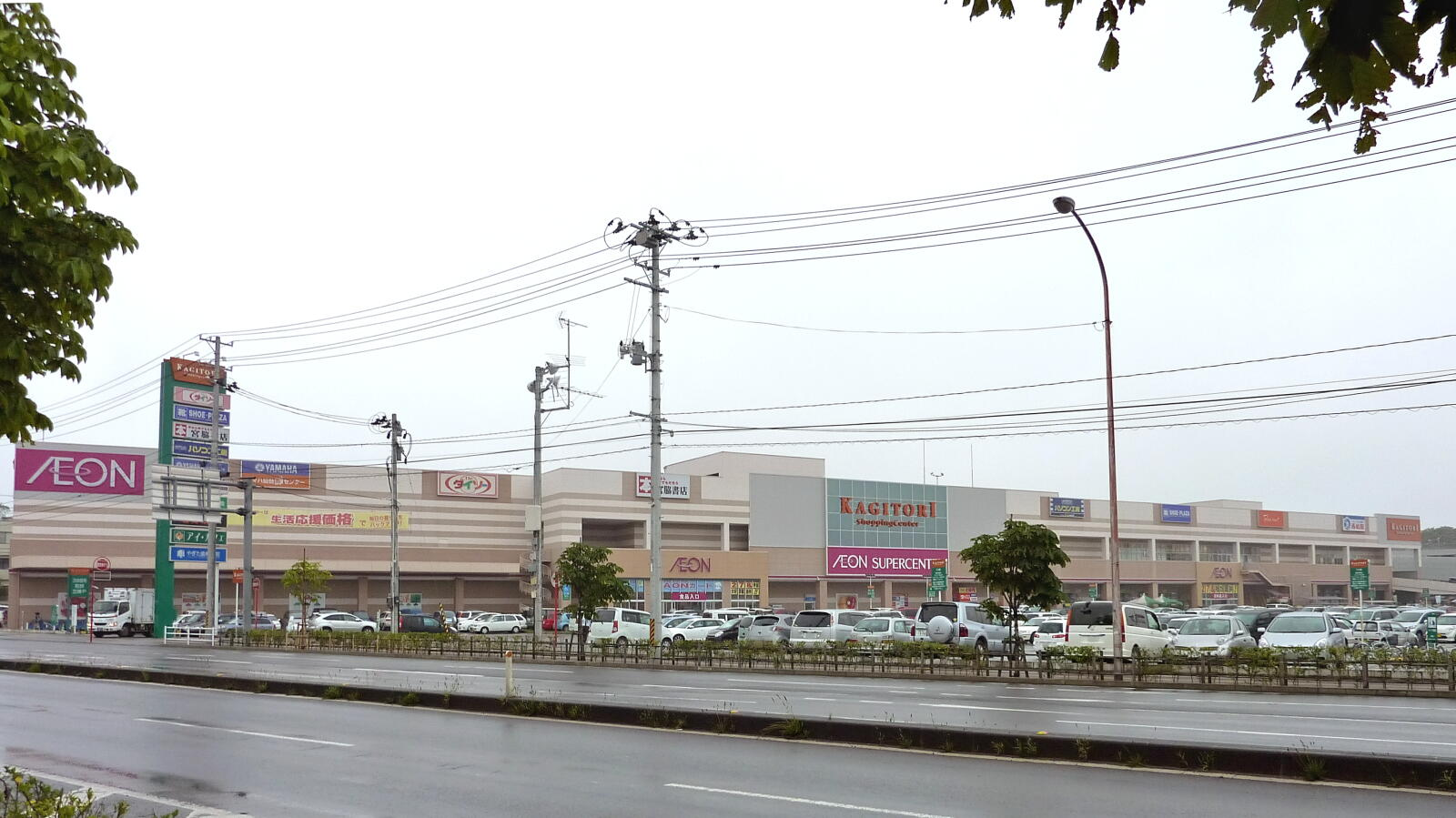
イオンスーパーセンター鈎取店 （宮城県仙台市太白区）
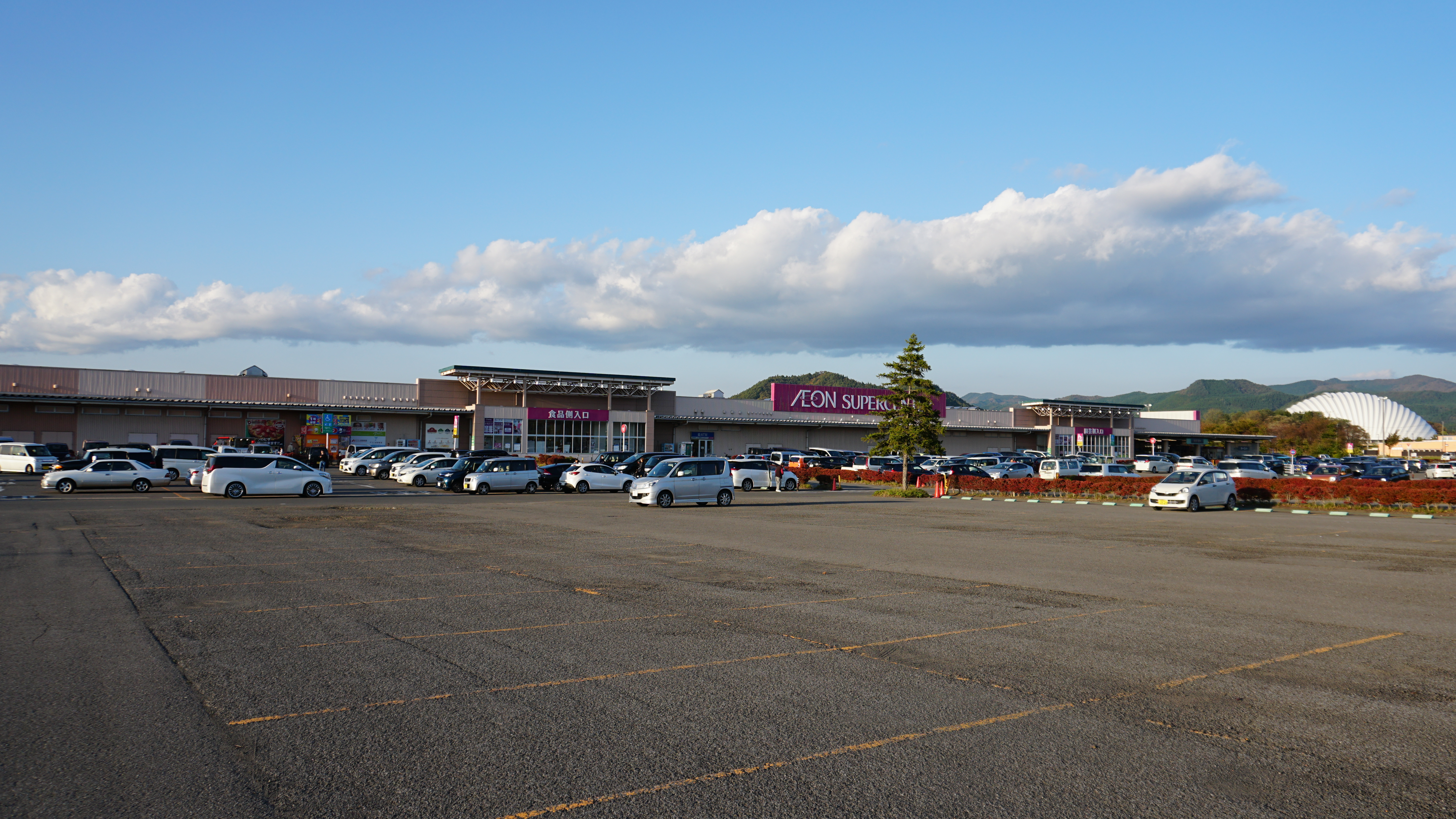
イオンスーパーセンター大館店 （秋田県大館市）
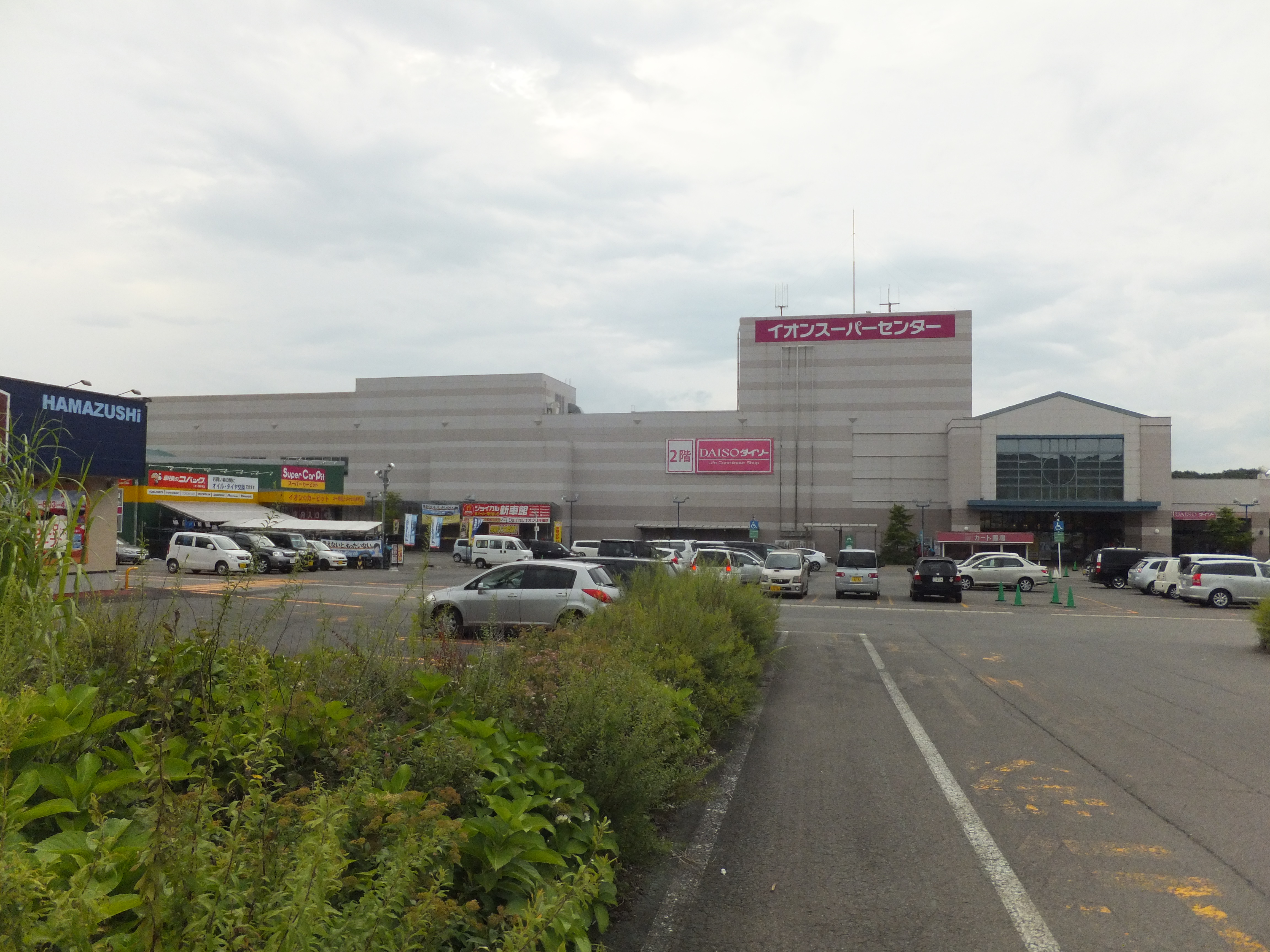
イオンスーパーセンター横手南店 （秋田県横手市） ※イオン株式会社にて開業した店舗の1つ
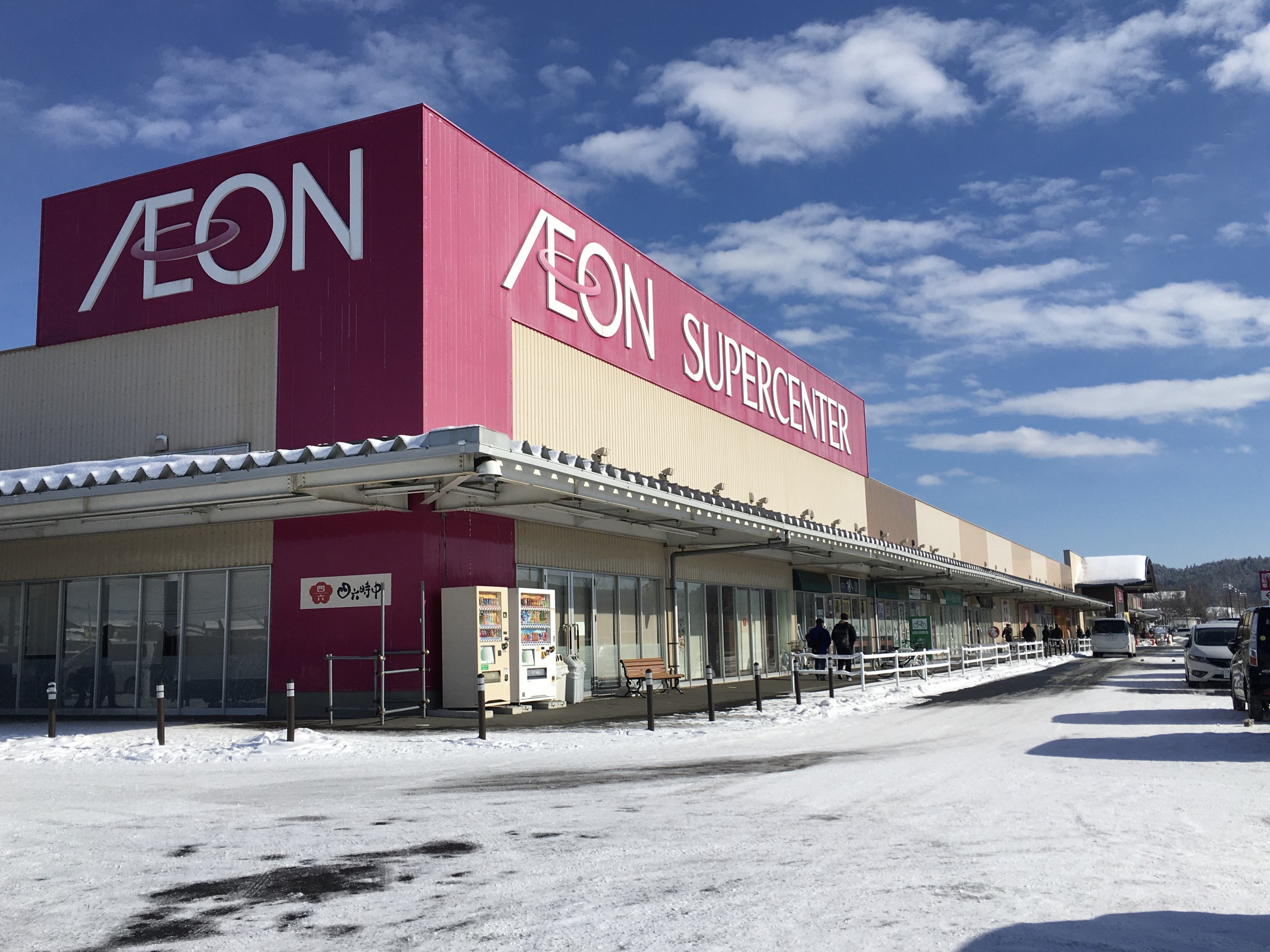
イオンスーパーセンター一関店 （岩手県一関市）

イオン
イオングループが国内及び海外で展開する総合スーパー並びにスーパーマーケット。一部店舗はイオンモール内に出店している。
イオンリテールからの承継時点では41店舗を運営していた。県別では青森7店舗、岩手5店舗、宮城11店舗、秋田6店舗、山形6店舗、福島7店舗。店舗名別では「ジャスコ」から「イオン」となった店舗が28店舗、「サティ」から「イオン」となった店舗が7店舗、開業当初から「イオン」であった店舗が5店舗（七戸十和田駅前店・八戸田向店・仙台富沢店・白河店・浪江店）、および「ダイエー」から「イオン」となった店舗が1店舗（仙台店）であった。
また、前述したように、2020年4月にはスーパーマーケット業態である石巻駅前店、同年11月には同じくスーパーマーケット業態の仙台宮町店と仙台一番町店が順次開業した。2021年1月には旧ジャスコ店舗の利府店が入居するショッピングセンターの全面改装に伴って営業を終了（後述するが、同年3月にショッピングセンター敷地内の新棟へ移転し、イオンスタイル新利府として再開業。跡地は同年7月にマックスバリュ南東北（現：イオンビッグ）が運営する「ザ・ビッグ新利府店」へ転換の上入居）。2022年4月13日には24階建てマンションの1階と2階に「イオン薬局」を併設した医薬品取り扱いのスーパーマーケット業態である仙台晩翠通店が開店。2023年8月に郡山フェスタ店が入居するショッピングセンターの建て替えに伴い一時閉店したものの、翌月にショッピングセンター内の仮設店舗として15日に小型スーパーマーケット業態の郡山店食品館、近隣のイオンタウン郡山内に衣料品や学童用品（ステーショナリー・ランドセル）に特化した郡山店が22日に順次オープン。2025年2月に旧ダイエー店舗だった仙台店が閉店、同年6月に盛岡南店が「イオンスタイル」へ転換、同年8月に小型スーパーマーケット業態の双葉店が開店したため、2025年8月時点で44店舗を展開する。

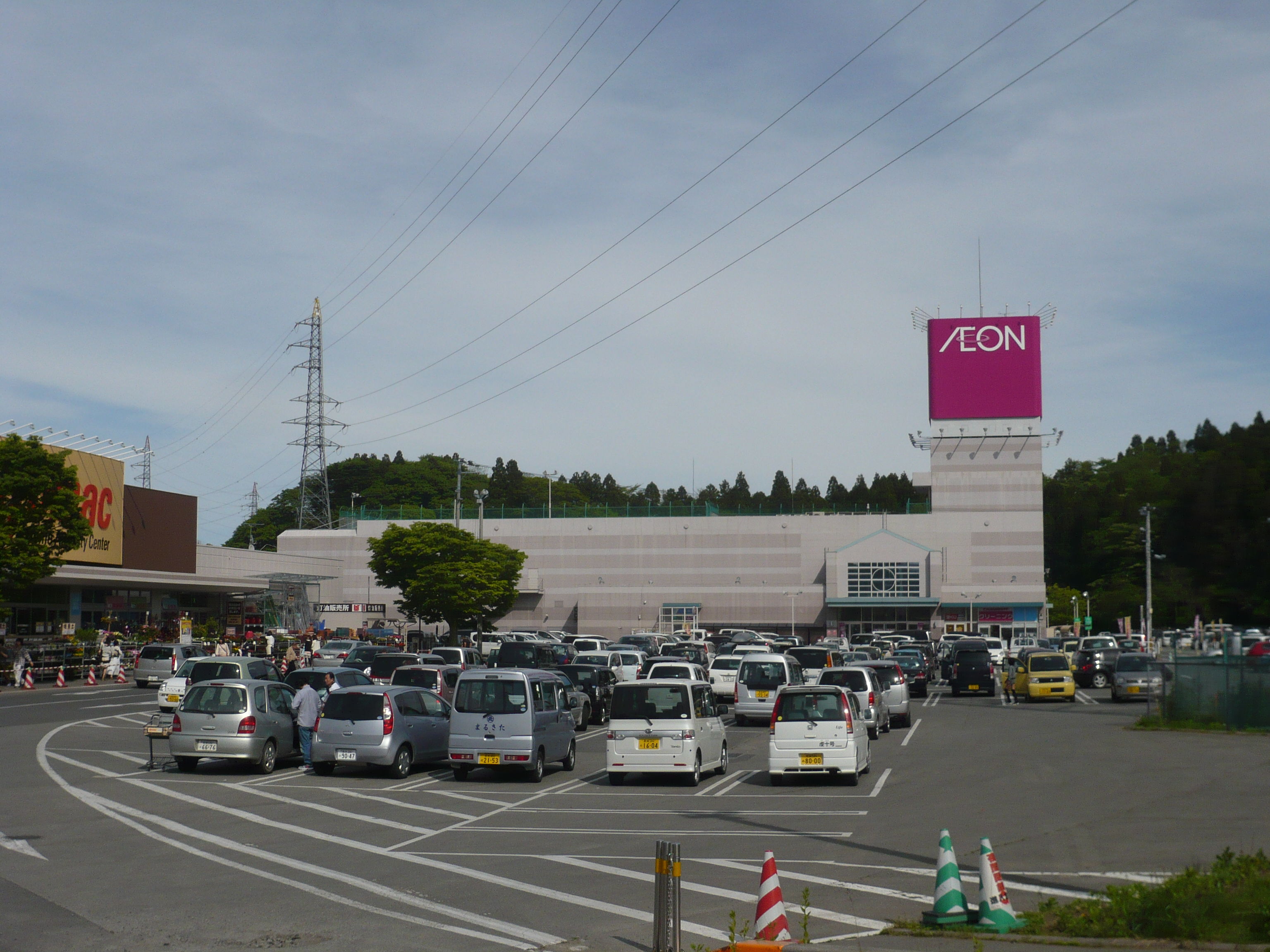
イオン気仙沼店 （宮城県気仙沼市） ※旧ジャスコ店舗
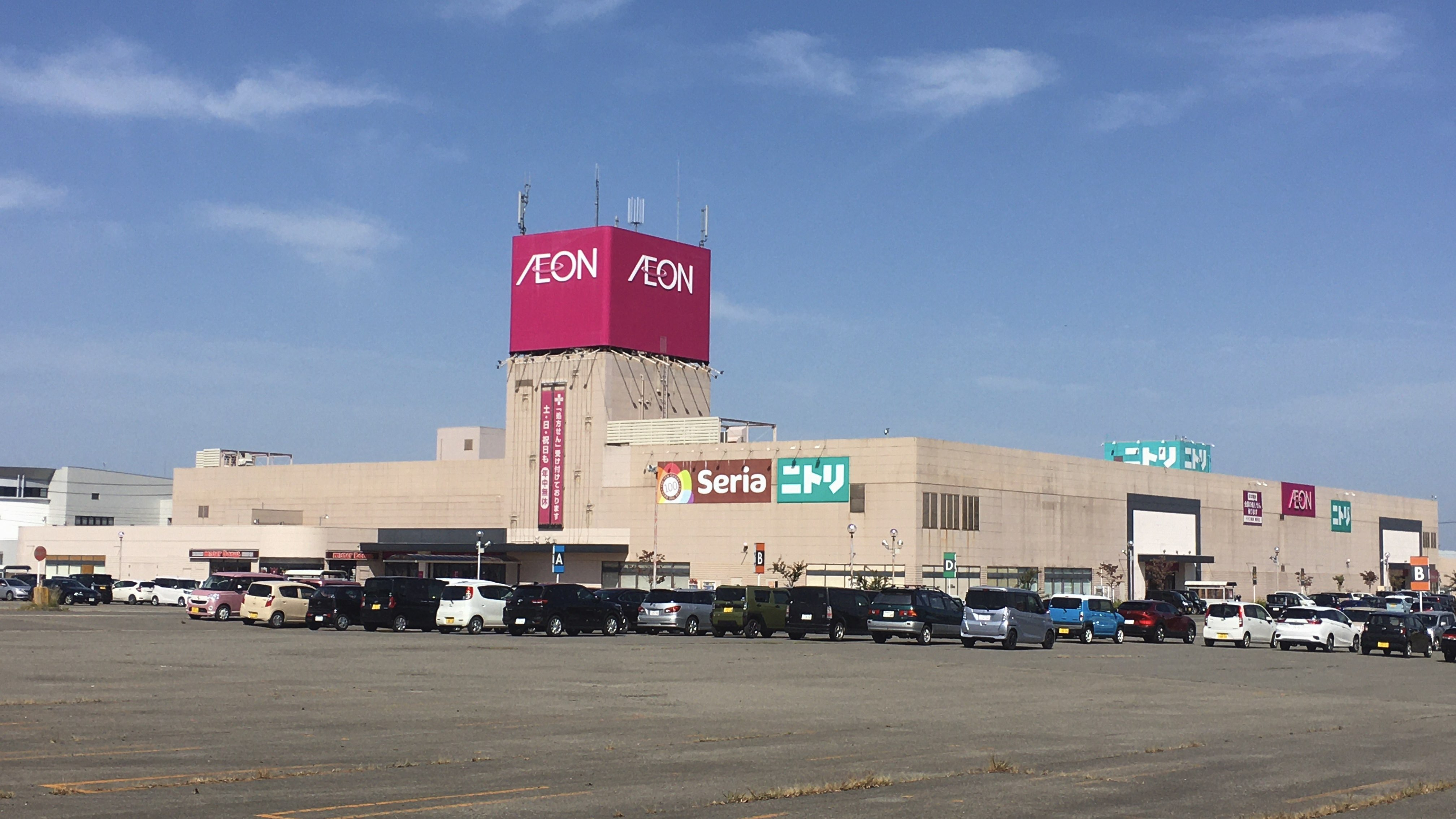
イオン横手店 （秋田県横手市） ※旧サティ店舗
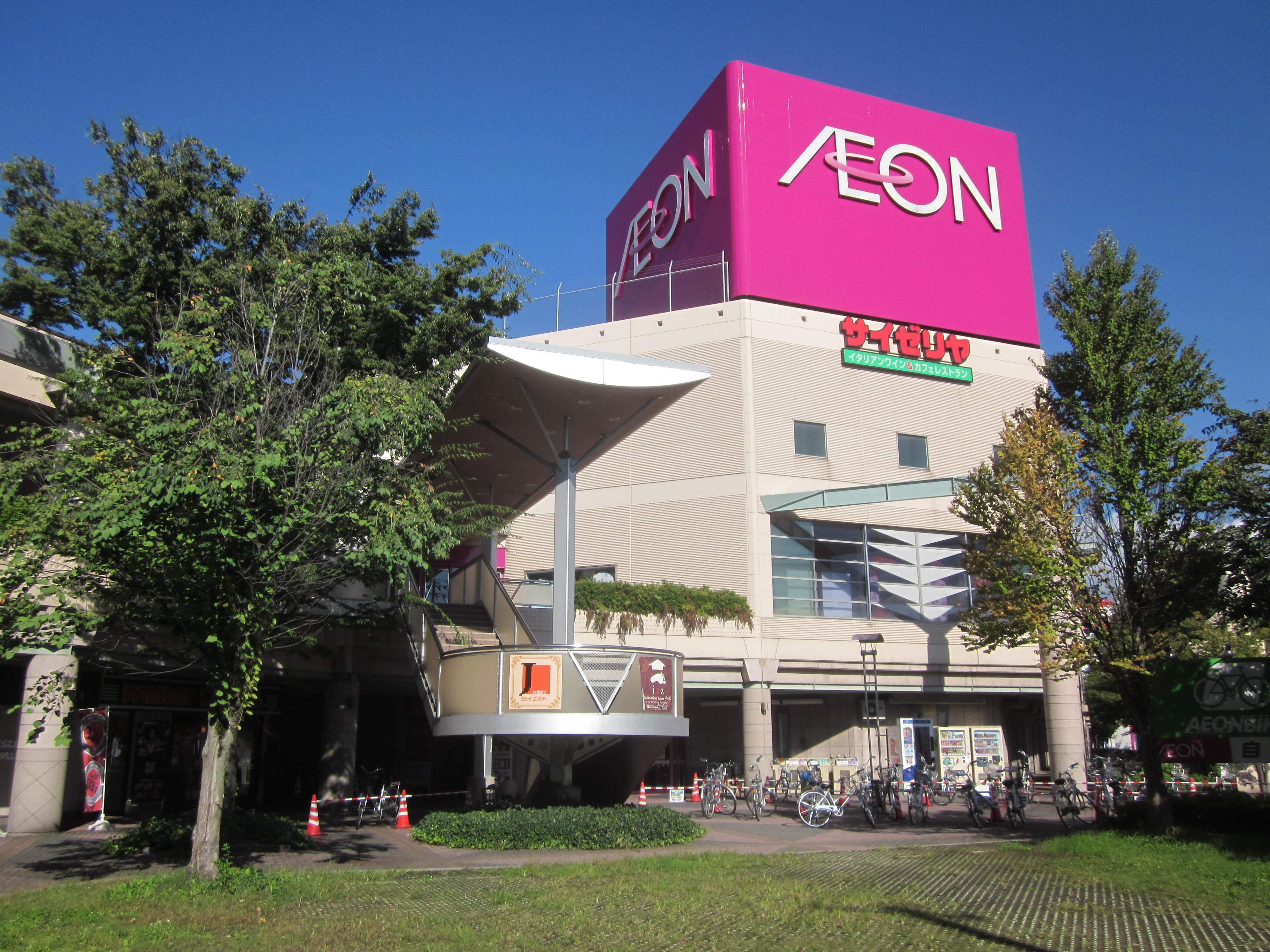
イオン米沢店 （山形県米沢市） ※旧サティ店舗
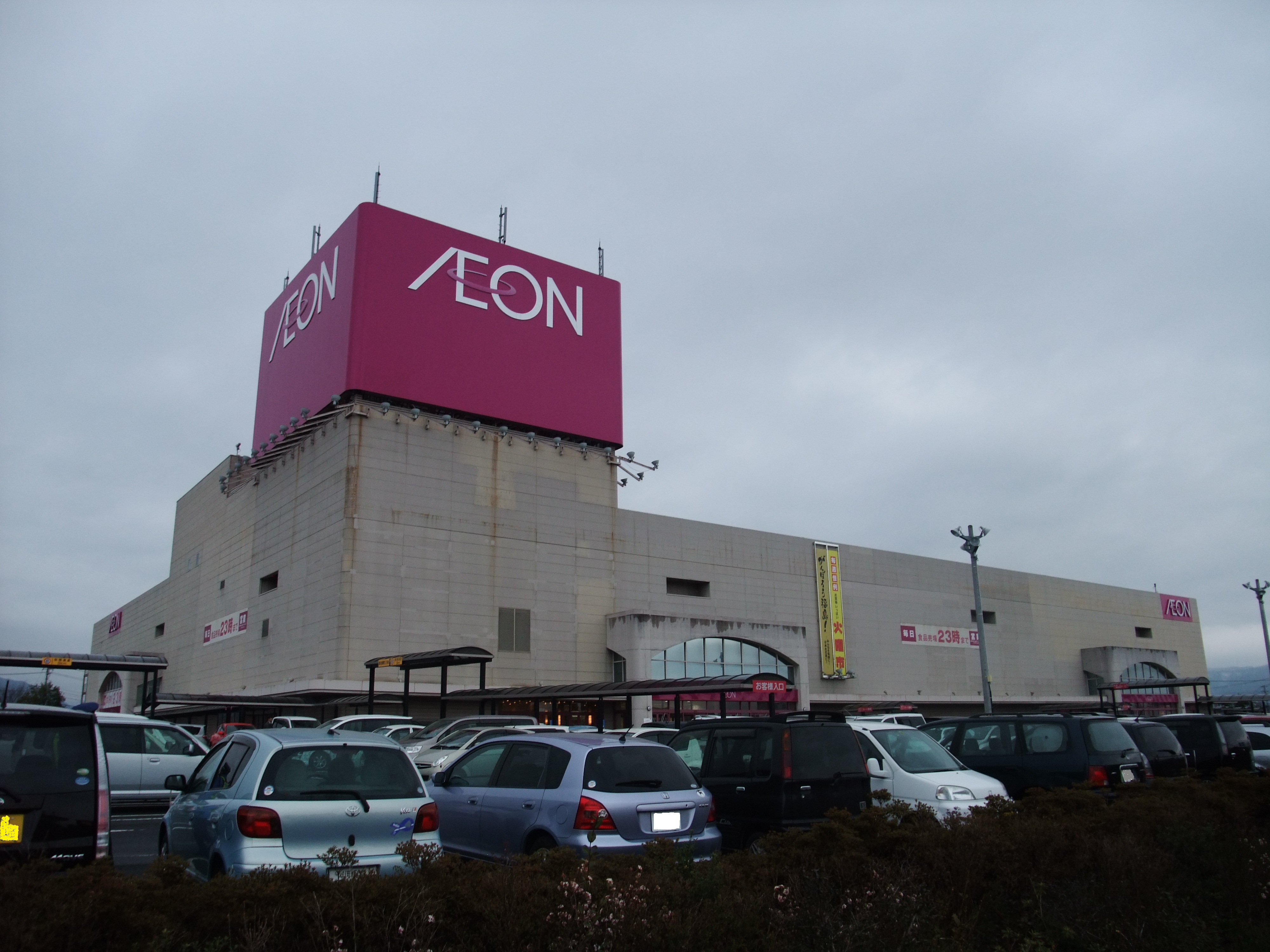
イオン福島店 （福島県福島市） ※旧サティ店舗

イオンスタイル
イオングループが展開するファミリー向け業態。2014年以降に開店した店舗や一部の「イオン」からの転換店舗となっており、「イオン」同様、一部店舗はイオンモール内に出店している（能代はイオンタウン能代への出店）。
イオンリテールからの承継時点で、岩手1店舗（江刺）、宮城2店舗（仙台卸町・名取）、秋田1店舗（御所野）、山形1店舗（天童）、福島1店舗（いわき小名浜）の計6店舗を展開していたが、2020年10月に改装に伴うマックスバリュからの屋号変更により茨島が、2021年3月にイオン利府店からのショッピングセンター敷地内移転により新利府が、同年11月に能代東が、2023年7月に改装に伴うマックスバリュからの屋号変更により広面が、2024年4月に改装に伴うマックスバリュからの屋号変更により矢巾が、同年5月に改装に伴うマックスバリュからの屋号変更により八戸城下が、同年6月に改装に伴うマックスバリュからの屋号変更により本荘が、2025年3月に新規店舗の山王が、同年4月に新規店舗の八戸沼館が、同年6月に改装に伴うイオンからの屋号変更により盛岡南が順次開業し、2025年6月時点で16店舗を展開している。
上記の通り、新利府はイオンリテールとの共同運営店舗である。
イオンエクスプレス
「イオン」の派生業態として展開している小型スーパー。イオンリテールが宮城県に実験店舗として開店したのが始まりである。
イオンリテールからの承継時点で、宮城に12店舗を展開していたが、その後1店舗を閉鎖し、2024年3月現在は11店舗を運営している。
イオンスーパーセンター
イオングループが展開するスーパーセンター。イオンスーパーセンター株式会社との統合前は一部店舗におけるリカー売場のテナント運営に限られていたが、統合に伴って全店舗の運営を行うようになった。
一部店舗ではイオングループのサンデーがコンセッショナリーとしてホームセンター部門の商品供給と運営を行っているほか、十和田店のようにホームセンター部門の代替としてサンデーの店舗がテナントとして入居しているところもある。
イオンスーパーセンター株式会社からの承継時点で、青森1店舗、岩手7店舗、宮城6店舗、秋田6店舗、岩手2店舗の計22店舗。このうちの9店舗はイオンスーパーセンター株式会社への分社化前のイオン株式会社にて開業した店舗である。
- イオンスーパーセンター鈎取店
（宮城県仙台市太白区）
- イオンスーパーセンター大館店
（秋田県大館市）
- イオンスーパーセンター横手南店
（秋田県横手市）
※イオン株式会社にて開業した店舗の1つ
- イオンスーパーセンター一関店
（岩手県一関市）

マックスバリュ
イオングループが国内及び海外で展開する、食品中心のスーパーマーケット。
2025年8月時点で、青森20店舗、岩手7店舗、秋田23店舗、山形21店舗の計71店舗。うち青森の5店舗はジャスコ（現・イオン、イオンリテール）から譲受された店舗、岩手の6店舗はマックスバリュ北東北が運営していた店舗。青森の6店舗・秋田の15店舗・山形の7店舗は元々「ウエルマート」として開店した店舗。また、同業他社からの譲受店舗も複数存在する。
マックスバリュエクスプレス
イオンリテールが立ち上げ、事業を受け継いだマックスバリュ関東を手始めに国内で展開している小規模のスーパーマーケット。これまで、北海道・関東・中部・関西・中国・九州の一部に展開していたが、御門町店の業態転換により、東北地方にも進出した。秋田と山形にそれぞれ1店舗の計2店舗。
1号店の御門町店では、マックスバリュ東北運営店舗で初めてカウンターレジを導入している。
ザ・ビッグ
フードディスカウントストア。秋田県の能代高塙店と潟上店を除く全店舗「マックスバリュ」から転換された店舗である。
もともとは同じイオングループのマックスバリュ西日本（2008年当時、法人は現在のフジ）が独自に展開していた店舗名だったが、2008年にマックスバリュ東北が青森東店を開業したのを皮切りに（後述）、他の全国のイオングループ運営会社でも店舗展開を行うようになった。名称は2010年までマックスバリュ東北と琉球ジャスコ（現・イオン琉球）の店舗のみ「ザ ビッグ」で展開していたが、2010年10月開店した能代長崎店以降はイオングループ他社に合わせて「ザ・ビッグ」と、2文字目に中黒を入れ統一し、現行の3代目ロゴマークでの出店となった。能代長崎店より以前に開業した店舗も改装に合わせ屋号表記・ロゴマークが順次統一され、2023年12月時点では浪岡店のみ「ザ ビッグ」表記で2代目ロゴマークを使用している。
2020年9月時点で、青森2店舗、秋田9店舗、山形2店舗の計13店舗。うち3店舗は旧ジャスコからの譲受店舗。なお、宮城と福島にも出店しているが、これらの地域はイオンビッグの運営である。

## 店舗展開

### 秋田県での店舗展開

#### 秋田地盤の主要前身2社の経緯
つるまいは、先述の通り、東北ジャスコチェーンに加わり本荘市を中心に店舗を展開していた。1994年2月、ジャスコは(株)つるまいの全株式を取得し、完全子会社化した。子会社化時点でつるまいは計14店舗のスーパーを展開していた。
このほか、1970年6月につるまいは衣料品販売を手がける新会社である東日本衣料を立ち上げ、スーパーストア本荘店を開業し、同店の開業直後に東日本衣料はジャスコの傘下に入った。また東日本衣料は1976年8月にサンプラザ本荘店を開業した。同店は増床を経て、1995年にジャスコに営業譲渡され、その後、ジャスコ東北カンパニーの所管となった。
1981年7月、ジャスコは西奥羽ジャスコ社長の仲介で横手市に5店舗を展開していた羽後ショッピングと提携し、羽後ジャスコを設立。同年12月に羽後ジャスコ湯沢店が開業した。1982年3月、同社はスーパー事業を展開するため、子会社として新社となる羽後ショッピングを設立した。1986年6月、羽後ショッピングが羽後ジャスコを合併した。
1995年2月、共にジャスコ傘下であったつるまいと羽後ショッピングが合併し、北日本ウエルマートが総店舗30店で発足した。1998年2月に同社と東北ウエルマートが合併、新「東北ウエルマート」が発足。2000年5月に東北ウエルマートはマックスバリュ東北に商号変更した。

#### 近年の店舗政策
規模の大きな店をウエルマートからマックスバリュに変更する一方で、小規模店や不採算店を閉鎖する「スクラップアンドビルド」を実施し、その一環として大型店を進出させることもある。この一例として、マックスバリュ新仁賀保店が2003年11月10日に営業を終了し、道路を隔てた南側に、直営店舗面積5割増しで11月14日に開店した「にかほ店」がある。ほかにも、マックスバリュ河辺店（旧：河辺店）のように、移転せずそのまま拡張・改築を行った店舗や、一方で数km離れた場所に移転する手法をとったところも見られる。
閉鎖した大型店の跡地に店舗展開をするケースとして秋田ニューシティのダイエー秋田店→MV大町店、羽後交通ビルのジャスコ横手店→MV横手駅前店などが見られた。このほか、イオンタウン茨島パワーセンターの様な広大な敷地20数店舗のテナントを展開する所もみられる。
2002年4月30日、同和鉱業（現：DOWAホールディングス）の子会社であった同友（本社：大館市）の全株式をマックスバリュ東北を取得。同友はマックスバリュ東北の子会社とされ、不採算店舗を除く5店舗は一時閉店し改装工事を実施したのち、店舗名を「同友」から「マックスバリュ」に変更し順次再オープンした。
大館市のイオンタウン大館西の核店舗である大館西店は、県内で唯一ジャスコ（当時）直営の店舗であったが、1999年に事業譲受し、マックスバリュ東北の運営する店舗となった。同店は2008年12月12日から店舗を改装し、ザ ビッグ大館西店として営業している。また同年には、北秋田市にマックスバリュたかのす店（現：ザ・ビッグたかのす店）を核とするイオンタウンたかのすショッピングセンター（現：イオンタウン鷹巣）を開設した。
2016年5月25日に最後まで「ウエルマート」として営業していた協和店と神岡店の2店舗が「マックスバリュ」へ屋号変更した。「ウエルマート」はマックスバリュ西日本でも展開していたが、同年2月に「ウエルマート」の営業を終了して以降はマックスバリュ東北の独自業態となっていたことから、「ウエルマート」は完全に終焉した。
前述したように、2020年10月17日にイオンタウン茨島パワーセンター内に出店するマックスバリュ茨島店を改装し、イオンスタイル茨島としてリフレッシュオープン。イオン東北発足後初の「イオンスタイル」の新規店舗であるとともに、「マックスバリュ」から「イオンスタイル」へ転換した初のケースとなる。2023年7月15日に「マックスバリュ」から「イオンスタイル」への転換2店舗目となるイオンスタイル広面がリニューアルオープンした。

### 山形県での店舗展開

#### 山形地盤の主要前身2社の経緯
東北ジャスコチェーンに加わったかくだい食品は、1972年12月8日にカクダイジャスコを設立後、子会社のかくだい商事とともに翌年2月にジャスコと合併した。カクダイジャスコは発足後、地盤の米沢地区のみにとどまらず、1973年10月、仙台地区における初進出として仙台市宮町（現：同市青葉区宮町）と泉市南光台（現：仙台市泉区南光台）に店舗を開設したほか、1979年には泉市にさらに新店、翌年には名取市にも店舗を構えるなど積極的に県外進出も進めた。なお、カクダイジャスコは大型店の大部分を1986年2月にジャスコに営業譲渡している。
かくだい食品とともに東北ジャスコチェーンに加わったマルイチは、1972年12月4日に西奥羽ジャスコを設立後、子会社の新庄マルイチとともに翌年2月にジャスコと合併した。西奥羽ジャスコは酒田市を中心に店舗を展開し、1973年11月、初の県外進出として新潟県村上市に店舗を設けるなど業容の拡大に取り組んだ。また1976年10月の酒田大火の際には本店のほか中町マート、ストア店の3店が焼失したほか、社長宅や従業員宅も全半焼に見舞われるなど大きな被害を被った。なお、西奥羽ジャスコも大型店を1986年3月までにジャスコに営業譲渡している。
1994年8月、酒田市に本社を置く山形ウエルマート（旧称：西奥羽ジャスコ）と仙台市に本社を置くカクダイウエルマート（旧称：カクダイジャスコ）とが合併し、東北ウエルマートが発足した。東北ウエルマートは寒河江市に本社を置き、大店法の規制緩和を踏まえ店舗を大型化し、店舗の希薄な村山地方でも積極的に展開を図るとした。1998年2月に同社と北日本ウエルマートが合併、新「東北ウエルマート」が発足した。2000年5月に東北ウエルマートはマックスバリュ東北に商号変更した。

#### 近年の店舗政策
県下では、秋田県と共に小型スーパー形態であるウエルマートの展開が進んでいたが、ダイエーやヨークベニマルなどの県内進出、従前は村山地方の地方スーパーに過ぎなかったヤマザワの全県展開が始まった事により競争が激化し、小規模なウエルマートでは太刀打ちできず、店舗閉鎖が加速した。
マックスバリュが誕生し、イオン傘下としてのテコ入れが始まると、これまでとは一転し、中心部の小規模ウエルマートや中心部のジャスコを閉鎖して郊外型マックスバリュが新規開店した。それにより山形での退潮傾向は収まり、現在に至るまで激戦が続いている。県内においては、ほとんどの市町村に進出を果たし、スーパーといえばマックスバリュ・ウエルマートのみという自治体も少なくなかった。また2003年に自己破産した山形市の食品スーパー、みつますの2店舗と従業員を引き継ぐなどもした。
新庄市では、当初イオンスーパーセンターの進出が計画され、広大な用地が取得されたものの、商店街の反対により、平屋・食品スーパーのみのマックスバリュに計画縮小の上、出店する事になった。その為、マックスバリュでは珍しく広大な駐車場を持つ「イオンタウン新庄」というパワーモールが形成され、「ペトラス」が設置されたマックスバリュになった。鶴岡市や南陽市では、中心部のジャスコが閉鎖され、新たに郊外にマックスバリュが誕生した。
2013年7月6日に、開店から26年半以上にわたって長らく営業していたウエルマート東泉店を改装に伴って店舗ブランドを「マックスバリュ」に変更しリニューアルオープン。同年11月20日にウエルマート羽黒店とウエルマート立川店が閉店となったため、県下における「ウエルマート」が1店舗も存在しなくなった。

### 青森県での店舗展開
2001年に青森県内の店舗をイオンから譲受した後の12月、県内で当時最大手だったスーパーマーケットの亀屋みなみチェーンが倒産し、営業店舗は全て閉店となった。このうちの13店舗の営業権（店舗および従業員）をマックスバリュ東北が譲り受ける事になった。当時、マックスバリュ東北はイオンから譲渡された8店舗を運営するに留まっており、この譲受で青森県内の店舗数が2倍以上に急増する事等から当時マスコミでは話題になった。
2002年3月にはこれらの店舗を全店開店させたが、余裕の無い店舗展開であった為、開店当初は亀屋の店舗にマックスバリュの看板を付け替えただけの店舗が見られた。現在では、採算の合わない店舗は閉店したり（旧K・バリュー河原木店だったMV河原木店）、近郊のショッピングセンターに出店する際に移転する（旧K・バリュー大清水店だったMV大清水店は近隣のMV安原店へ事実上の移転）などしている。
一方、イオンから譲り受けた店舗も青森東店、浪岡店、八戸城下店以外は全てウエルマート（鯵ヶ沢、岩木、黒石、平内、深浦）だったものの、全店マックスバリュへ変更した。更には子会社化した株式会社同友の店舗であったおおわに店は店舗面積が狭い事等から、移転を伴わずに新店舗へリニューアルしている。
また、イオングループの店舗との競合を避ける為、十和田市の東四番町店はイオンスーパーセンター十和田店の出店により開店からわずか3年弱で閉店となった（店舗跡は旧サンホームビデオからリニューアルしたTSUTAYA十和田店になったが、大規模小売店舗立地法による届出ではMV東北が大規模小売店舗の設置者のままである）。
2008年4月11日、MV青森東店を改装・業態転換し、MV東北では初のフードディスカウント1号店としてザ ビッグ青森東店がオープンした。「ザ・ビッグ（ザ ビッグ）」は元々広島県を拠点にスーパーマーケット事業を展開していたみどりが開発した独自業態であったが、青森東店はみどりの後身であるマックスバリュ西日本（現:フジ）以外のマックスバリュ運営会社が開業した最初の店舗でもあり、「ザ・ビッグ」が全国展開化するきっかけになった。

### 岩手県での店舗展開
岩手県はイオン（当時はジャスコ）が「マックスバリュ」業態1号店（江刺店）を置いた土地である。
2004年、マックスバリュ東北は北上市のロックタウン北上（現：イオンタウン北上）内に直営店舗をオープンし県下に初進出した。また、2014年3月1日には、イオンの完全子会社で県内において9店舗を展開するマックスバリュ北東北を吸収合併した。運営会社の違いから、北上店の売り出し内容やサービス内容は、他の県内MV店舗と異なる場合があった。

### 新潟県での店舗展開
マックスバリュ東北は2013年6月14日に同年5月に自己破産を申請したパワーズフジミから新潟市と村上市の7店舗を譲り受け、新潟県に進出した。自己破産時に同社から解雇された従業員はマックスバリュ東北の従業員として再雇用されることとなり、併せて、開業に向けた準備を進めるべく「営業本部」内に「新潟事業部」を立ち上げた。
譲り受けた店舗は新潟市の本店を除いて店名を変えることなくマックスバリュ東北店舗への改装を行ったうえで順次オープンした。先陣を切って、同年7月19日に荒川アコス店をオープンした。その後、同年7月23日に村上肴町店を、同年7月26日に亀田店と笹口店を、同年7月30日に上木戸店・山二ツ店・藤見町店（藤見町店はパワーズフジミ本店から店舗名を改称）の3店舗をオープンしたことで、譲り受けた店舗すべてを「マックスバリュ」として営業を再開させた。なお、新潟県には以前から糸魚川店が営業しているが、この店舗はマックスバリュ北陸の運営であった。
2016年3月にマックスバリュ東北が運営していた新潟県内の全店舗をイオンリテールへ継承したことで、約2年8ヶ月で新潟県内での店舗運営から撤退した。これに伴い、イオンリテールではマックスバリュ東北から譲り受けた全店舗において中条店と同じ「イオン」へ屋号変更され、同年3月15日の村上肴町店から順次営業を再開し、同年3月30日の亀田店をもって全店舗の営業を再開。また、県内の「マックスバリュ」はMV北陸運営の糸魚川店のみの店舗展開に戻った。

### 宮城県・福島県での店舗展開
宮城県及び福島県におけるマックスバリュを経てザ・ビッグに転換された店舗等は、2010年2月21日に発足したマックスバリュ南東北が運営を所管していたが、2024年3月1日以降は同社を吸収合併したイオンビッグが所管する。
当社としてはこれまで展開されていなかったが、イオンリテール 東北カンパニーからの承継により進出した。なお、承継時点で宮城県に25店舗、福島県に8店舗展開している。このうち、仙台店は2016年3月1日にダイエーからイオンリテールへ承継された店舗である。
また、2020年4月23日には宮城県石巻市にイオン石巻駅前店がソフトオープンした。本店舗は石巻ビブレを前身とするさくら野百貨店 石巻店跡に移転開設した石巻市役所の1階で2017年5月まで営業していた「エスタ」跡に居抜き出店した店舗で、食品や日用品を中心に扱うスーパーマーケット業態となる。前述したように、イオン石巻駅前店がイオン東北発足後初の新規店舗となった。
同年11月2日に仙台市青葉区にスーパーマーケット業態の2店舗を順次オープンすることを発表し、同月11日にスポーツクラブ「ルネサンス仙台宮町24」の1階に仙台宮町店、同月25日には、宮城県内で初となる「どこでもレジ レジゴー」を導入した仙台一番町店が順次オープンした。
2021年3月5日には、イオンモール利府で営業していた利府店（同年1月31日営業終了）が、新棟であるイオンモール新利府 南館へ移転し、イオンスタイル新利府としてオープン。同店は「イオンスタイル」で初となる当社とイオンリテールが共同運営する店舗となり、店長（責任者）も当社・イオンリテール各1名ずつの2名体制となる。
2023年8月31日にイオン郡山フェスタ店を核店舗としているショッピングモールフェスタが災害に強く、防災拠点としての機能を果たす新たな商業施設への移行に伴って一旦営業を終了。同年9月7日に建て替えに伴う代替店舗として、ショッピングセンター内のブックオフプラス（2023年7月31日閉店）跡に居抜き出店する形でスーパーマーケット業態となるイオン郡山店食品館を同年9月15日に、近隣のイオンタウン郡山にオープンする「フェスタヴィレッジ」内に衣料品・学童用品（ステーショナリー・ランドセル）専門店のイオン郡山店を同年9月22日に順次オープンした。
2025年8月1日には、福島県双葉郡双葉町にイオン双葉店をオープン。2024年4月9日に双葉町との間で締結された「双葉町における商業環境整備に関する覚書」に基づき、双葉町役場横に新規出店したもので、全国の「イオン」の中でも最小クラスとなる直営売場面積が約197平方メートルの超小型店舗に、食料品や日用消耗品、OTC医薬品を扱うスーパーマーケット業態で、イートインコーナーも設置される。